# Louis Gabriel Raoul de Mailly-Nesle
Louis Gabriel Raoul de Mailly-Nesle d'Orange, né le 19 août 1892 à Paris 8e arrondissement et mort le 27 novembre 1958 à Paris 16e arrondissement, était un aviateur français. Il combattit durant la Première Guerre mondiale et fut pilote de records dans l’entre-deux-guerres.

## Biographie
Fils d'Arnould Adrien Joseph, prince d'Orange, marquis de Mailly-Nesle, et de Suzanne Hectore Marie Alexandrine de Cholier de Cibeins, domiciliés à Requeil (Sarthe), Louis Gabriel Raoul de Mailly-Nesle d'Orange est étudiant avant-guerre. Né en 1892, il appartient à la « classe 1912 » et il est recensé au bureau de recrutement du Mans (Sarthe) sous le matricule 577. Engagé volontaire pour trois ans au 6e régiment de cuirassiers, à compter du 19 avril 1913, il est nommé brigadier le 7 mars 1914.

### Carrière militaire

#### Première Guerre mondiale
Nommé maréchal des logis, il est affecté au 271e régiment d'infanterie le 15 novembre 1914. Il passe dans l'aéronautique militaire comme élève pilote, le 21 septembre 1915. Il obtient son brevet de pilote militaire (no 2606) à l'école d'aviation militaire de Pau, le 3 février 1916. Il effectue un stage de perfectionnement à l'école d'aviation militaire d'Avord. Il est pilote dans l'escadrille N.95 (future escadrille 461) du 10 mai 1916 au 22 octobre 1916 puis pilote au GDE du 22 octobre 1916 au 9 novembre 1916. Pilote dans l'escadrille N.12 du 9 novembre au 25 décembre 1916, il est blessé en combat aérien, aux commandes d'un Nieuport 17, le 25 décembre 1916. Il reçoit la Croix de Guerre et une citation à l'ordre de l'aéronautique, en date du 25 décembre 1916. Nommé sous-lieutenant à titre temporaire, le 20 mars 1917, il est affecté au détachement d’aviation de la mission militaire française en Russie, le 21 mars 1917. Pilote dans l'escadrille N.581 du 1er avril 1917 au 21 décembre 1917, il fait la rencontre de Louis Coudouret. Leur amitié perdurera après la guerre. Rapatrié de Russie pour maladie, le 21 décembre 1917, après rétablissement complet il devient pilote à  l'escadrille SPA 112 du 18 mars au 26 juin 1918. Il est grièvement blessé par éclats de bombes aux deux jambes lors d'un bombardement par l’aviation allemande du terrain d'aviation d'Auvillers, le 26 juin 1918. Hospitalisé à l’arrière du front, il est en convalescence jusqu'en décembre 1920.

#### Entre-deux-guerres
Nommé lieutenant à titre temporaire, le 14 février 1919, il est démobilisé le 23 octobre 1919. Il est affecté, dans la réserve, au 35e régiment d'aviation d'observation de Lyon-Bron (11e escadrille), le 5 novembre 1920. Puis, toujours dans la réserve, il est affecté, au 22e régiment d'aviation de bombardement de nuit de Luxeuil, le 28 février 1921, et ensuite au 34e régiment d'aviation d'observation du Bourget, le 10 mai 1922.
Placé en non-activité pour infirmité temporaire, le 25 juillet 1924, il perçoit une pension d'invalidité pour les séquelles de sa blessure au genou droit, attribuée par la 3e commission de réforme de la Seine, le 15 mai 1925. Il est domicilié au 49, rue Galilée à Paris, à compter du 15 mai 1925.
Il est rappelé à l'activité et affecté à la 4e compagnie au 1er groupe d'ouvriers aéronautiques (GOA) de Dugny-Le Bourget, le 14 septembre 1927. Il accomplit une période volontaire d'entrainement, du 16 au 30 septembre 1930, puis une seconde à la direction d'entrainement d'Orly du 17 au 31 juillet 1931, une troisième (toujours à Orly) du 16 au 30 avril 1932. Il est affecté, dans la réserve, au 1er bataillon de l'Air (changement de dénomination du 1er GOA), le 1er août 1933, puis à la 11e compagnie de l'Air de Villacoublay, le 1er octobre 1934. Il accomplit une période volontaire à la 11e compagnie de l'Air de Villacoublay du 7 au 10 avril 1936. Il est affecté, toujours dans la réserve, à la base aérienne de Villacoublay, le 1er septembre 1936, puis à la base aérienne d'Étampes, le 1er décembre 1936. Il est rappelé à l'activité et affecté à la 1re compagnie de l'Air, le 28 août 1939, puis au bataillon de l'Air no 117, le 10 février 1940.

### Pilote de raids
En 1928, Louis de Mailly-Nesle achète l’un des trois Bernard 191 GR (Grand Raid) à moteur Hispano-Suiza du constructeur Adolphe Bernard. L’avion porte le no 1. Il compte l'utiliser pour une traversée sans escale de l’océan Atlantique nord d’est en ouest, de l’Europe vers les États-Unis. Il s'associe avec son ancien compagnon d’armes sur le front Russe, Louis Coudouret, enthousiasmé par ce projet. Leur avion, entièrement peint en rouge pour être plus facilement repérable en cas d'atterrissage forcé, arbore à l’avant du fuselage son nom de baptême « France », et le dessin de la célèbre cigogne de Guynemer et Fonck sur une bande tricolore bleu-blanc-rouge, pour rappeler le passage de Louis Coudouret à la SPA 103. Louis Coudouret et Louis de Mailly-Nesle s’adjoignent les services d’un navigateur de renom, le capitaine Louis Mailloux.
Le 25 août 1928, leur premier essai est un échec : leur taux de montée étant trop faible, ils n’arrivent pas à passer au-dessus des lignes électriques voisines du terrain. Ils passent sous la première et coupent la seconde. Il ne leur reste plus qu’à vidanger leur carburant et à revenir se poser.
Louis de Mailly-Nesle renonce à l'aventure, mais Louis Coudouret et Louis Mailloux persévèrent. Cela sera fatal à Louis Coudouret. En juin 1929, comme le ministère de l'Air, créé le 14 septembre 1928, a interdit les raids transatlantiques qui ont déjà causé trop de morts, les deux aviateurs emmènent le France à Séville en Espagne, d'où ils espèrent prendre le départ vers l’Amérique à la fin du mois de juin. Sans raison particulière, Louis Mailloux est rappelé séance tenante en France, permission supprimée, sans doute pour empêcher ce raid. De plus les autorités espagnoles n’accordent pas l’autorisation de décoller. Louis Coudouret doit rentrer en France avec l'avion, mais s’écrase en route à Saint-Amant-de-Bonnieure, en Charente, à une trentaine de kilomètres au nord-est d’Angoulême. Louis Coudouret meurt durant son transport à l'hôpital.

## Distinctions
- Chevalier de la Légion d'honneur
- Croix de guerre 1914-1918[5]
- Citation à l'ordre de l'aéronautique, en date du 28 juin 1918[1] :

« Officier ayant toujours fait preuve des plus belles qualités morales, a accompli de nombreuses reconnaissances à longue portée dans les lignes ennemies. Pilote de chasse d'une admirable énergie, est pour tous un bel exemple de dévouement, d'abnégation et de courage, a été grièvement blessé au cours d'un bombardement par avions. »

## Vie privée
Il se marie avec Marie Carmen de la Rochefoucauld (1902-1999) à Paris 7e arrondissement, le 4 décembre 1928. Ils auront trois enfants, deux garçons (Gilles et Arnould) et une fille (Laure).